# Jag blir aldrig riktigt vuxen, jag
Jag Blir Aldrig Riktigt Vuxen, Jag! er en kassette af Errol Norstedt fra 1987, hvor han bruger pseudonymet E. Hitler & Luftwaffe.
Dog har Norstedt omdøbt E. Hitler til E. Hilter på kassetten, han har skiftet pladser her ved T og L.
Norstedts ven Jan-Åke Fröidh synger på "Finska Vinterkriget".
Titelsporet har en alternativ version uden bandeord, der er inkluderet på kassetten Rockligan fra 1996.

## Spor
Side A
1. "Jag Blir Aldrig Riktigt Vuxen, Jag!" - 03:33
2. "Kuken Står" - 01:45
3. "Jag Är Bög" - 02:49
4. "Han Snusar Med Picken" - 03:38
5. "Idiotrock" - 02:32
6. "Kåta Mari" - 02:54
7. "Zrfgrtzgmnt" - 00:49

Side B
1. "Jag Har Världens Största Kuk!" - 03:07
2. "Ska'ru Ha En Höger?" - 02:52
3. "Finska Vinterkriget (med Smällphete Sigge)" - 03:10
4. "Slagsmål Boogie" - 02:57
5. "Ronking Time" - 02:38
6. "Ge Mig Rövhål" - 03:12

### Sangtitler på dansk
- Jag Blir Aldrig Riktigt Vuxen, Jag! - Jeg Bliver Aldrig Rigtigt Voksen, Nej!
- Kuken Står - Pikken Står.
- Jag Är Bög - Jeg Er Bøsse.
- Han Snusar Med Picken - Han Snuser Med Pikken.
- Kåta Mari - Liderlige Mari.
- Jag Har Världens Största Kuk - Jeg Har Verdens Største Pik.
- Ska'ru Ha En Höger? - Skal Du Have En Højre?
- Finska Vinterkriget - Vinterkrigen.
- Slagsmål Boogie - Kampboogie.
- Ronking Time - Spilling Time.
- Ge Mig Rövhål - Giv Mig Røvhul.